# Весы Судьбы
«Весы Судьбы» — второй мини-альбом российской рок-группы «Кипелов», вышедший 8 марта 2024 года; в него вошли 5 композиций.
В написании музыки приняли участие все участники группы, кроме бас-гитариста Алексея Харькова. Сведение альбома выполнил канадский продюсер Майк Фрейзер.
Заглавная композиция альбома была представлена 29 декабря 2023 года и приурочена к 80-летию Курской битвы, на неё группа представила лирик-видео. А 17 марта 2024 года представлен клип на песню «Хранитель света».

## Список композиций
| №                   | Название               | Текст песни                        | Музыка                              | Длительность |
| ------------------- | ---------------------- | ---------------------------------- | ----------------------------------- | ------------ |
| 1.                  | «Интро (инструментал)» |                                    | Вячеслав Молчанов                   | 1:45         |
| 2.                  | «Весы Судьбы»          | Маргарита Пушкина                  | Вячеслав Молчанов                   | 5:00         |
| 3.                  | «Ночь в душе твоей»    | Маргарита Пушкина, Валерий Кипелов | Александр Манякин, Андрей Голованов | 5:19         |
| 4.                  | «Твой путь»            | Валерий Кипелов, Вячеслав Шумейко  | Вячеслав Молчанов                   | 5:11         |
| 5.                  | «Хранитель света»      | Маргарита Пушкина                  | Валерий Кипелов                     | 8:16         |
| Общая длительность: | Общая длительность:    | Общая длительность:                | Общая длительность:                 | 25:24        |

## Участники записи
- Валерий Кипелов — вокал
- Вячеслав Молчанов — гитара
- Алексей Харьков — бас-гитара
- Андрей Голованов — гитара
- Александр Манякин — барабаны